# Scatole di latta

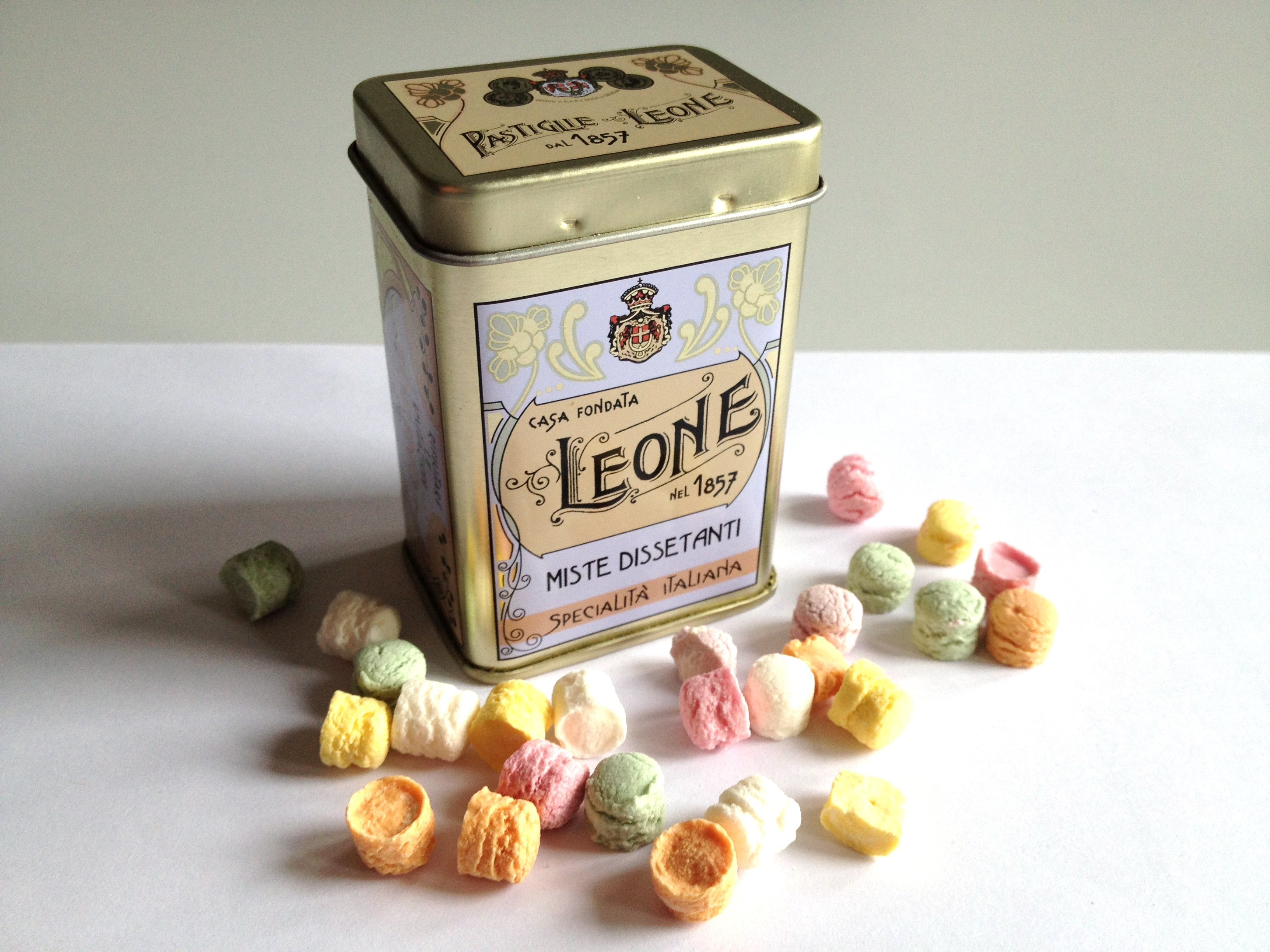
Scatola di latta delle Pastiglie Leone

Una scatola di latta è una scatola realizzato principalmente in lamiera di ferro, zincata o verniciata, per conservare alimenti o prodotti di uso domestico.

## Storia
Le scatole di latta iniziarono a diffondersi dalla seconda metà dell'Ottocento. Le principali case produttrici in Europa erano concentrate in Inghilterra, ma la loro grande diffusione avvenne dopo il 1870, quando Barcley & Fry brevettò nuovi metodi di stampa su latta. La stampa offset, questo il nome del metodo, fu determinante per lo sviluppo dell'intero settore.
Il tabacco egiziano, famoso e usato nella produzione di sigarette occidentali, era venduto in scatole di latta accattivanti, la cui decorazione fatta di paesaggi egiziani cambiò presto a vantaggio di belle donne orientali, con l’obiettivo di allettare e sedurre i potenziali acquirenti maschi.
Le nuove tecnologie permisero infatti di personalizzare sia la forma che l'immagine della scatola di latta, consentendo decorazioni sempre più complesse su temi floreali, di caccia, paesaggi e celebrazioni.
In Italia, tutte le fabbriche di cioccolato del torinese - Caffarel Prochet, Talmone, Moriondo e Gariglio, Baratti e Milano, L. Leone, Silvano Venchi e De Coster - le utilizzarono con successo.
Nel 1914, la principessa Maria d'Inghilterra fece come regalo ai soldati e alle infermiere della prima guerra mondiale una scatola di latta contenente sigari per gli uomini e cioccolatini per le donne.
Durante la grande guerra il vettovagliamento delle truppe per mezzo delle scatolette ebbe larga applicazione, specie nei periodi di azioni intense: gli stabilimenti militari produssero circa 173 milioni di scatolette e altri 62 milioni. Si tratta degli stabilimenti di Casaralta (Bologna) e Scanzano (Foligno), prevalentemente specializzati in carni e conserve. Essi avevano una produzione massima giornaliera rispettivamente di 250.000 e 200.000 scatolette. Un’altra notevole quantità veniva acquistata all'estero.
Le scatole di latta sono testimonianza della storia degli ultimi 200 anni, poiché su di esse venivano riprodotti monumenti, panorami, elementi distintivi della moda, degli eventi e degli usi e costumi dell'epoca. Grandi artisti e illustratori intervenivano per personalizzarle.
Nel 1923 la Venchi commissionò a Leonetto Cappiello un Arlecchino che divenne il simbolo distintivo della ditta e comparve sia sulle scatole di latta che sulla carta intestata. Marcello Dudovich collaborò con la Unica e con la Zeda  realizzando un "lattone". Eugenio Colmo illustrò una scatola per la M.A. Gatti di Torino e una campagna stampa per la Venchi.
Gino Boccasile progettò le scatole per Crastan,  Ivlas, Caffè Haiti ed Olio Radino. De Coster di Torino, in omaggio alla regnante Casa Savoia, presentò in catalogo due scatole: la prima riproduceva il Carosello Storico tenutosi a Torino nel 1928 e la seconda le nozze di Umberto di Savoia con Maria José del Belgio. La Delser di Martignacco produsse una serie di scatole con l’effige di Vittorio Emanuele III e la Regina Elena di Montenegro, e un’altra con vedute di Roma e Milano incorniciate tra fasci littori.
Nel corso degli anni, sono stati sviluppati sempre più brevetti per migliorare i metodi di stampa. La produzione diventò ancora più diffusa, con i primi stabilimenti italiani nella zona di Genova. Intorno al 1930, la serigrafia e la fotoincisione sono state introdotte come metodi di stampa.
Durante la Seconda guerra mondiale la produzione di scatole di latta fu interrotta in quanto il metallo era riservato ad un uso strettamente bellico. Dopo la guerra, seppur per un breve periodo, le scatole di latta furono ancora utilizzate, per essere poi sostituite da materiali diversi a causa del loro peso, costo e praticità.

## Descrizione
Le scatole di latta sono state a lungo un importante mezzo di conservazione per cibi e prodotti vari, grazie alla loro resistenza all'umidità e alla loro durata. L'evoluzione dei contenitori alimentari in plastica e cartone ha ridotto la popolarità delle scatole di latta, ma sono ancora usate in alcune parti del mondo.
Le scatole di latta possono essere utilizzate come accessori di decorazione, come contenitori per materiali di cancelleria e piccoli oggetti o per conservare alimenti. Sono anche spesso usate per contenere spezie, caffè o tè e biscotti (Biscuit Tin).
In Italia, alcune scatole molto note e ricercate a livello collezionistico sono quelle prodotte da:
- Caffarel
- Mellin
- Mulino Bianco
- Pastiglie Leone
- Pastiglie Valda
- Plasmon

Altre case produttrici sono: Doria, Perugina, Lindt. Sono ricercate anche le scatole straniere, in particolare quelle danesi. Famosissima in Italia fu la scatola di caramelle fatta a scrigno della Sperlari, grazie anche ad una campagna marketing molto riuscita con protagonista Gianrico Tedeschi:  “Il cofanetto di caramelle Sperlari non si incarta mai!” (1974).